# Vampire Hunter D: Bloodlust
«Мисливець на вампірів D: Жага крові» (яп. バンパイア ハンター D) — японський аніме-фільм виробництва 2000 року, автор сценарію і режисер — Йосіакі Каваїрі, персонажі створені Ютакою Мінова. Продовження фільму 1985 року «Мисливець на вампірів D», заснований на третьому романі Хідекі Кікучі «D: Погоня за смертю». Жанр — постапокаліпсис, жахи, вампіри.

## Сюжет
Далеке майбутнє (XIII тисячоліття нашої ери). Довгий час Землею правили не люди, а вампіри, але їхній час добігає кінця. Разом з вампіром Мейєром Шарлотта втекла з дому. Вони люблять один одного, тому Мейєр не хоче пити її кров, а просто бажає бути разом з нею і втекти у світ за очі заради кохання. Родичі Шарлотти не знають цього. Вони прагнуть повернути її живою або мертвою за будь-які гроші, для цього наймаючи мисливця на вампірів — напівкровку-дампіра Ді. Не довіряючи самому Ді, оскільки виглядає той дещо підозріло, вони наймають ще групу професійних мисливців «Брати Маркус», що складається з лідера Боргова, андроїда Нолта, людини Кайла, істоти не надто зрозумілої природи Грова та дівчини Лейли, яка примкнула до них після смерті своїх батьків, і між ними починається конкурентна гонка.